# Morristown (Indiana)
Morristown – miasto w Stanach Zjednoczonych, w stanie Indiana, w hrabstwie Shelby.